# Earl Bamber
Pour les articles homonymes, voir Bamber.
Earl Bamber est un pilote automobile néo-zélandais né le 9 juillet 1990 à Wanganui.

## Biographie
En 2013, Earl Bamber est lauréat du Porsche Motorsport International Scholarship ce qui lui permet d'obtenir une bourse pour rouler en Porsche Supercup lors de la saison 2014.
En 2017, il remporte les 24 Heures du Mans, sur la Porsche 919 Hybrid en compagnie de Brendon Hartley et Timo Bernhard. Il est sacré champion du monde d'endurance à l'issue des 6 Heures de Shanghai 2017, avec quatre courses remportées.

## Carrière

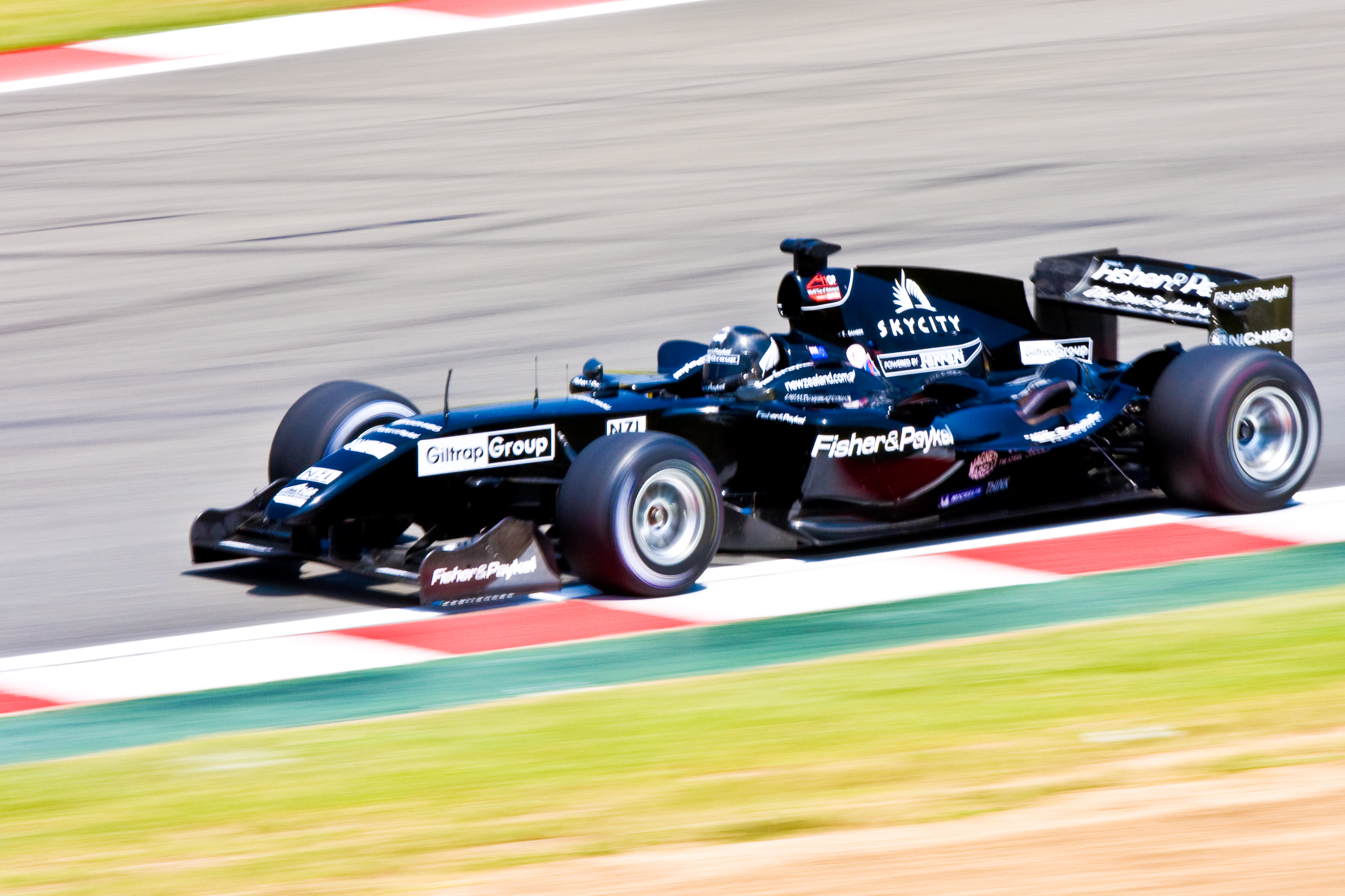
Earl Bamber en A1 Grand Prix à Kyalami en 2009

- 2005 : Formule Ford néo-zélandaise, 4e (3 victoires)
- 2006 : Formule BMW Asie, champion (10 victoires)
- 2007 : Toyota Racing Series Nouvelle-Zélande, 7e
  - Formule Renault V6 Asie, 11e
- 2008 : Formule Renault V6 Asie, 2e (5 victoires)
  - Toyota Racing Series Nouvelle-Zélande, 2e (10 victoires)
  - 2 courses en International Formula Master, (1 victoire)
  - 5 courses en GP2 Asia Series, 14e
  - A1 Grand Prix, 7e
- 2009 : International Formula Master, 11e
  - Vainqueur du Grand Prix automobile de Nouvelle-Zélande
- 2010 : Toyota Racing Series Nouvelle-Zélande, 2e (6 victoires)
- 2013 : Champion en Porsche Carrera Cup Asie.
- 2014 : Champion en Porsche Supercup
- 2015 : Vainqueur des 24 Heures du Mans sur Porsche 919 Hybrid
- 2017 : Vainqueur pour la deuxième fois des 24 Heures du Mans sur Porsche 919 Hybrid
- 2023 : Vainqueur des 24 Heures du Nürburgring sur Ferrari 296 GT3, avec le Frikadelli Racing Team (de).

### Résultats aux 24 Heures du Mans
| Année | Équipe               | no | Châssis               | Moteur                 | Pneus    | Catégorie | Équipiers                            | Tours | Résultat                    |
| ----- | -------------------- | -- | --------------------- | ---------------------- | -------- | --------- | ------------------------------------ | ----- | --------------------------- |
| 2015  | Porsche Team         | 19 | Porsche 919 Hybrid    | Porsche 2,0 l Turbo V4 | Michelin | LMP1      | Nico Hülkenberg Nick Tandy           | 395   | Vainqueur                   |
| 2016  | Porsche Team Manthey | 92 | Porsche 911 RSR (991) | Porsche 4.0 l Flat-6   | Michelin | LMGTE Pro | Frédéric Makowiecki Jörg Bergmeister | 140   | Abandon                     |
| 2017  | Porsche Team         | 2  | Porsche 919 Hybrid    | Porsche 2,0 l Turbo V4 | Michelin | LMP1      | Timo Bernhard Brendon Hartley        | 367   | Vainqueur                   |
| 2018  | Porsche GT Team      | 93 | Porsche 911 RSR       | Porsche 4,0 l Flat-6   | Michelin | LMGTE Pro | Patrick Pilet Nick Tandy             | 334   | 11ème GTE Pro 30ème Général |
| 2019  | Porsche GT Team      | 93 | Porsche 911 RSR       | Porsche 4,0 l Flat-6   | Michelin | LMGTE Pro | Patrick Pilet Nick Tandy             | 342   | 3ème GTE Pro 22ème Général  |
| 2021  | WeatherTech Racing   | 79 | Porsche 911 RSR       | Porsche 4,2 l Flat-6   | Michelin | LMGTE Pro | Laurens Vanthoor Cooper MacNeil      | 179   | Abandon                     |
| 2023  | Cadillac Racing      | 2  | Cadillac V-Series.R   | Cadillac 5,5 l V8      | Michelin | Hypercar  | Alex Lynn Richard Westbrook          | 341   | 3ème Hypercar 3ème Général  |